# Střítež (Vlksice)
Střítež je malá vesnice, část obce Vlksice v okrese Písek v Jihočeském kraji. Nachází se asi 2,5 kilometru severně od Vlksic. Je zde evidováno 19 adres. V roce 2011 zde trvale žilo 45 obyvatel.
Střítež leží v katastrálním území Střítež u Milevska o rozloze 5,19 km². V katastrálním území Střítež u Milevska leží i Dobřemilice a Klokočov. Dále v něm leží i Číčovice, část obce Nadějkov v okrese Tábor.

## Historie
První písemná zmínka o vesnici pochází z roku 1383.

## Obyvatelstvo
| Rok            | 1869 | 1880 | 1890 | 1900 | 1910 | 1921 | 1930 | 1950 | 1961 | 1970 | 1980 | 1991 | 2001 | 2011 | 2021 |
| -------------- | ---- | ---- | ---- | ---- | ---- | ---- | ---- | ---- | ---- | ---- | ---- | ---- | ---- | ---- | ---- |
| Počet obyvatel | 183  | 158  | 149  | 134  | 124  | 130  | 134  | 81   | 88   | 79   | 69   | 62   | 47   | 45   | 42   |
| Počet domů     | 22   | 22   | 23   | 23   | 23   | 23   | 23   | 22   | 38   | 15   | 12   | 15   | 18   | 18   | 18   |

## Obecní správa
Při sčítání lidu v letech 1850–1961 Střítež byl samostatnou obcí v okrese Písek. V letech 1962–1976 byl částí obce Vlksice v okrese Písek. Od 1. dubna 1976 do 23. listopadu 1990 byl částí obce Přeštěnice v okrese Písek. Od 24. listopadu 1990 je opět částí obce Vlksice v okrese Písek. V letech 1850–1961 k obci patřily Číčovice, Dobřemilice a Klokočov.

## Pamětihodnosti
- Kaple ve vesnici na návsi je zasvěcená svatému Vojtěchovi a je datována rokem 1899.[10]
- Ve vesnici se nachází kamenný kříž.
- Ve vsi se nachází poničené torzo drobného kříže s tesaným nápisem na podstavci.
- Venkovská usedlost čp. 8 je vedená v Seznamu kulturních památek v okrese Písek.

## Galerie

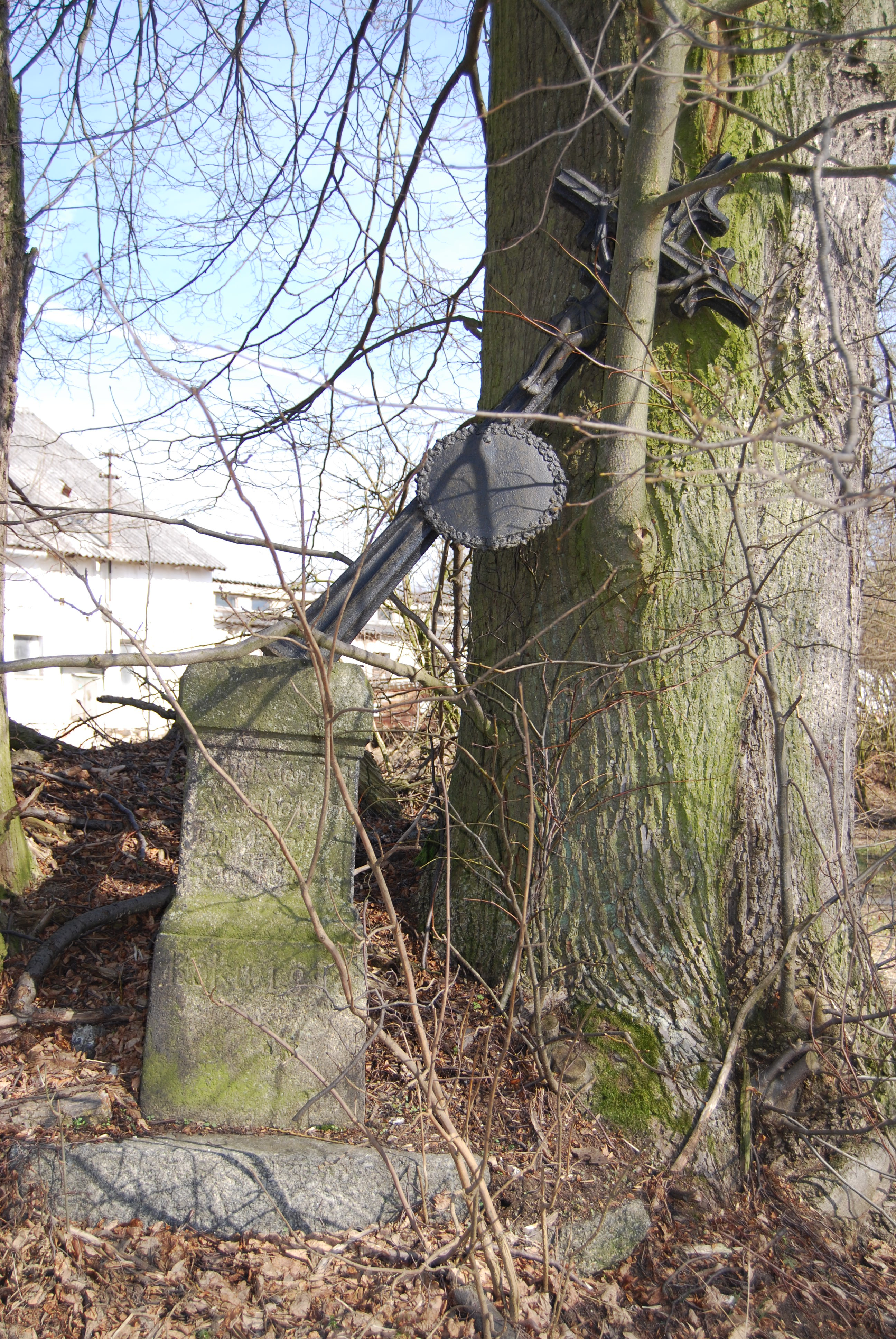
Poničený kříž přímo ve vsi
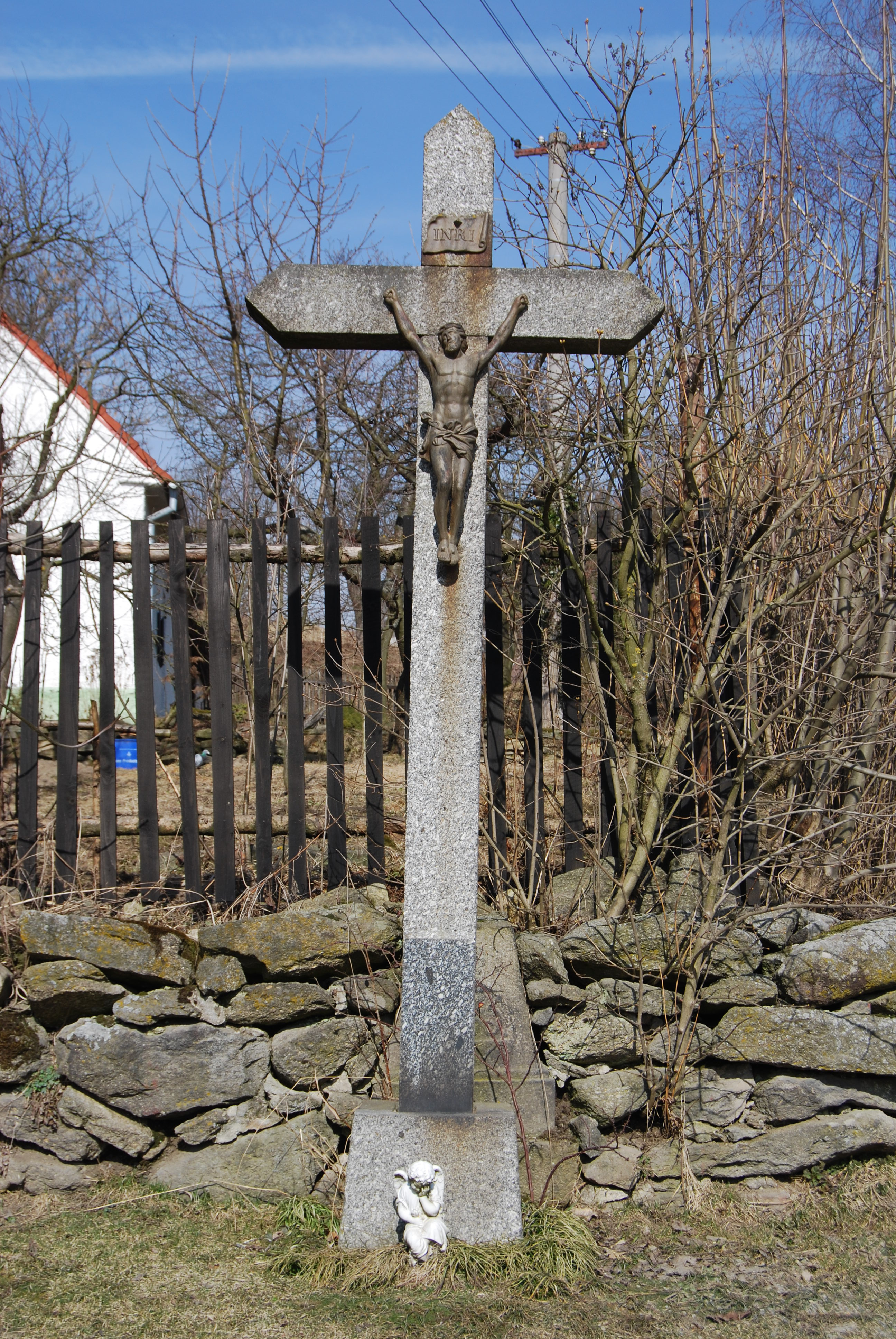
Kříž ve vsi
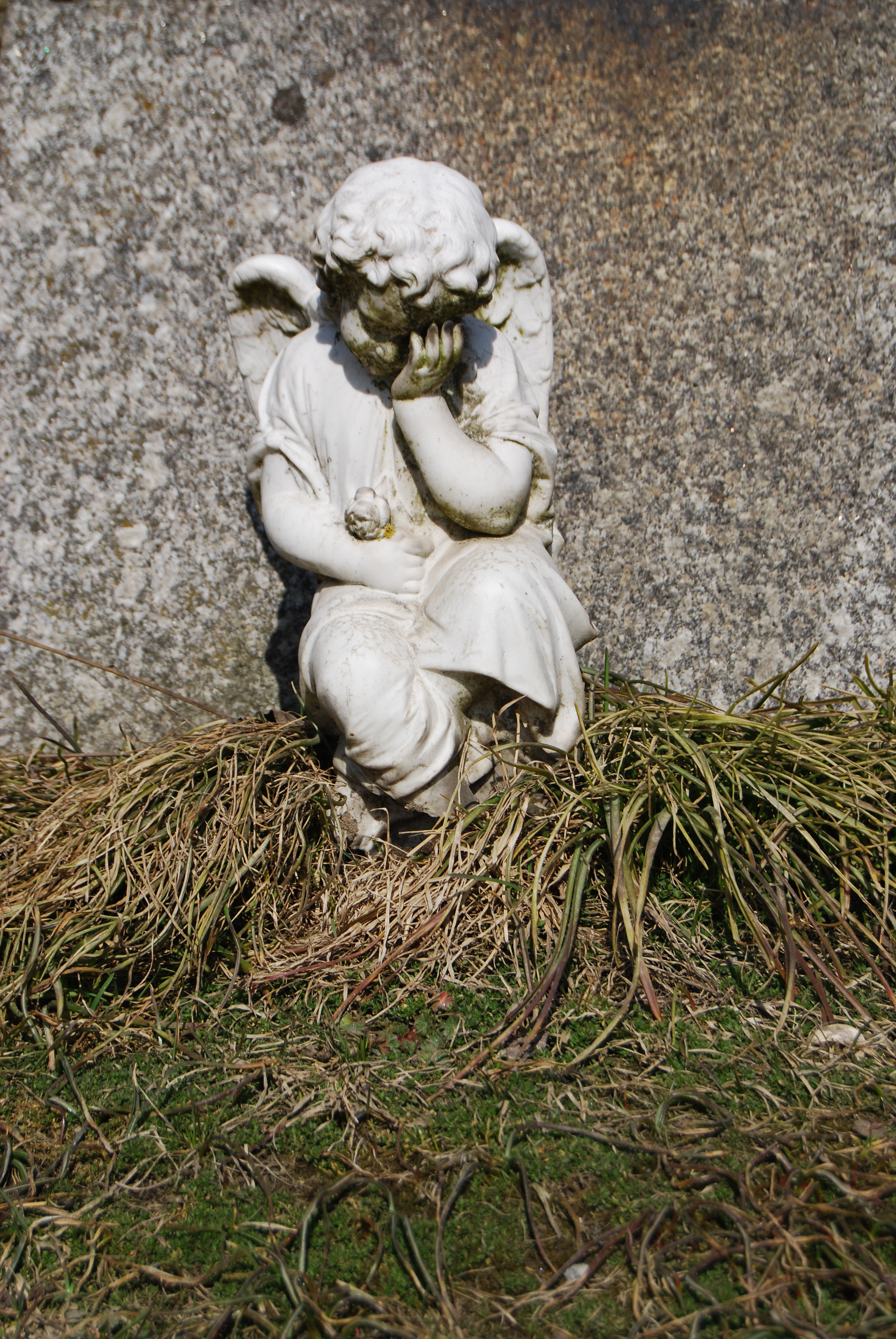
Detail výzdoby kříže
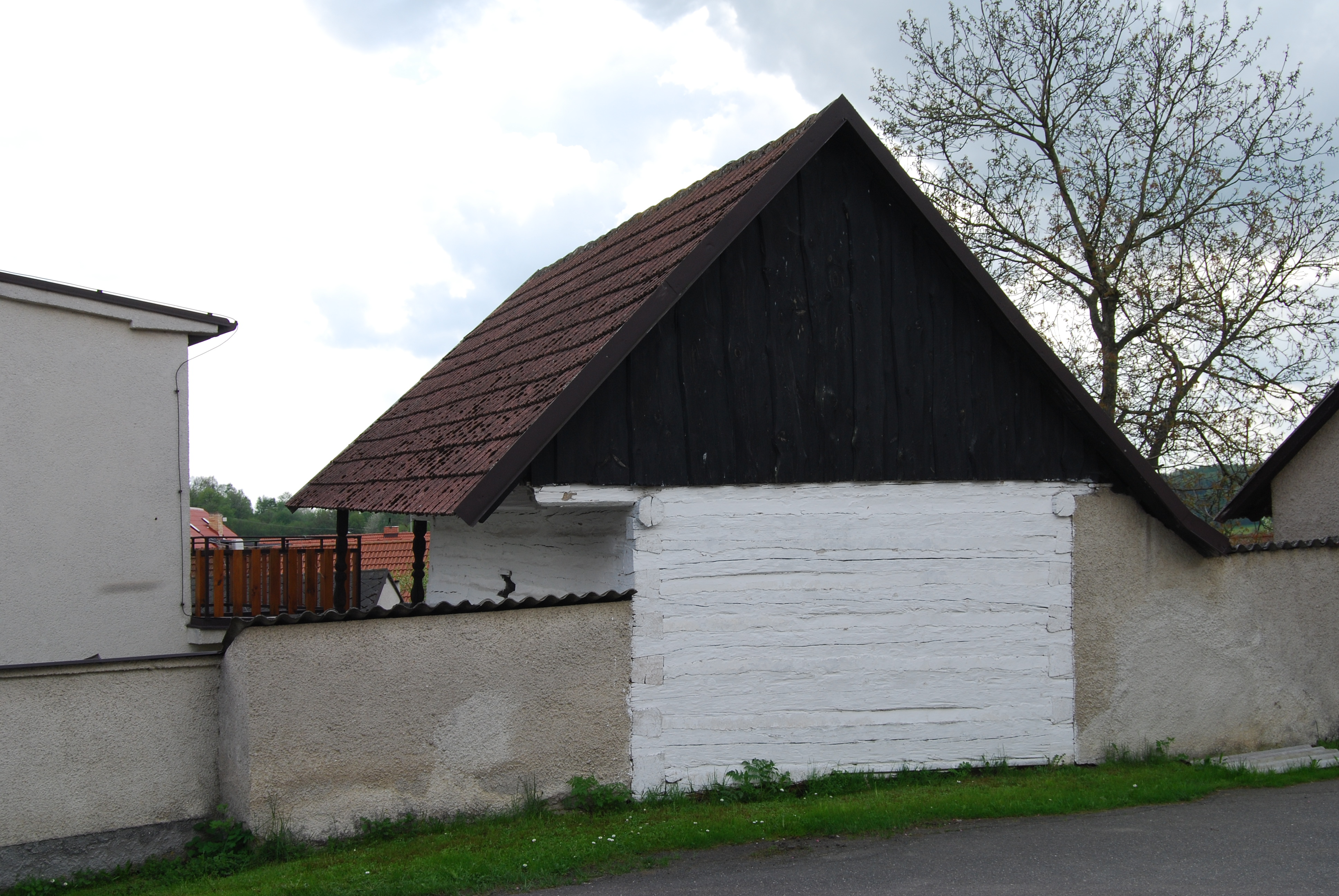
Venkovská usedlost čp. 8